# Campionati del mondo di corsa campestre 1976
Il IV Campionato mondiale di corsa campestre si è svolto a Chepstow, nel Regno Unito, il 28 febbraio 1976 al Chepstow Racecourse. Vi hanno preso parte 306 atleti in rappresentanza di 21 nazioni. Il titolo maschile è stato vinto da Carlos Lopes mentre quello femminile da Carmen Valero.

## Nazioni partecipanti
Qui sotto sono elencate le nazioni che hanno partecipato a questi campionati (tra parentesi il numero degli atleti per ciascuna nazione):
- Algeria (14)
- Belgio (21)
- Brasile (5)
- Canada (6)
- Finlandia (18)
- Francia (21)
- Galles (21)

- Germania Ovest (14)
- Inghilterra (21)
- Irlanda (19)
- Irlanda del Nord (10)
- Italia (19)
- Marocco (15)
- Polonia (6)

- Portogallo (8)
- Scozia (20)
- Spagna (20)
- Stati Uniti (21)
- Svezia (7)
- Tunisia (9)
- Unione Sovietica (11)

## Risultati

### Individuale (uomini seniores)
| Posizione | Atleta             | Nazionalità      | Tempo  |
| --------- | ------------------ | ---------------- | ------ |
| Oro       | Carlos Lopes       | Portogallo       | 34'48" |
| Argento   | Tony Simmons       | Inghilterra      | 35'04" |
| Bronzo    | Bernie Ford        | Inghilterra      | 35'07" |
| 4         | Karel Lismont      | Belgio           | 35'08" |
| 5         | Detlef Uhlemann    | Germania Ovest   | 35'09" |
| 6         | Enn Sellik         | Unione Sovietica | 35'17" |
| 7         | Gary Tuttle        | Stati Uniti      | 35'19" |
| 8         | Franco Fava        | Italia           | 35'21" |
| 9         | Jacques Boxberger  | Francia          | 35'24" |
| 10        | Tapio Kantanen     | Finlandia        | 35'28" |
| 11        | Mariano Haro       | Spagna           | 35'28" |
| 12        | Vladimir Merkushin | Unione Sovietica | 35'30" |

### Squadre (uomini seniores)
| Pos.    | Atleta                                                                                              | Punti                |
| ------- | --------------------------------------------------------------------------------------------------- | -------------------- |
| Oro     | Inghilterra Tony Simmons Bernie Ford Dave Slater Grenville Tuck Dave Black Mike Tagg                | 90 2 3 15 16 26 28   |
| Argento | Belgio Karel Lismont Gaston Roelants Hendrik Schoofs Eddy Rombaux Willy Polleunis Robert Lismont    | 118 4 13 17 19 27 38 |
| Bronzo  | Francia Jacques Boxberger Lucien Rault Jean-Paul Gomez Jean-Luc Paugam Dominique Coux Alex Gonzalez | 187 9 18 25 32 46 57 |
| 4       | Unione Sovietica                                                                                    | 219                  |
| 5       | Italia                                                                                              | 224                  |
| 6       | Stati Uniti                                                                                         | 243                  |
| 7       | Germania Ovest                                                                                      | 292                  |
| 8       | Galles                                                                                              | 304                  |

### Individuale (uomini under 20)
| Posizione | Atleta             | Nazionalità | Tempo  |
| --------- | ------------------ | ----------- | ------ |
| Oro       | Eric Hulst         | Stati Uniti | 23'54" |
| Argento   | Thom Hunt          | Stati Uniti | 24'07" |
| Bronzo    | Nathaniel Muir     | Scozia      | 24'17" |
| 4         | Thierry Watrice    | Francia     | 24'23" |
| 5         | Alberto Salazar    | Stati Uniti | 24'36" |
| 6         | Yahia Hadka        | Marocco     | 24'38" |
| 7         | Nick Lees          | Inghilterra | 24'42" |
| 8         | Don Moses          | Stati Uniti | 24'43" |
| 9         | Santiago Llorente  | Spagna      | 24'45" |
| 10        | Harry Servranckx   | Belgio      | 24'46" |
| 11        | Marty Froelick     | Stati Uniti | 24'47" |
| 12        | José Luis González | Spagna      | 24'49" |

### Squadre (uomini under 20)
| Posizione | Nazione e atleti                                                        | Punti         |
| --------- | ----------------------------------------------------------------------- | ------------- |
| Oro       | Stati Uniti Eric Hulst Thom Hunt Alberto Salazar Don Moses              | 16 1 2 5 8    |
| Argento   | Spagna Santiago Llorente José Luis González Rafael Nunez Antonio Prieto | 60 9 12 15 24 |
| Bronzo    | Inghilterra Nick Lees Jeremy Lothian Nigel Field Nick Brawn             | 91 7 26 27 31 |
| 4         | Italia                                                                  | 97            |
| 5         | Marocco                                                                 | 107           |
| 6         | Germania Ovest                                                          | 115           |
| 7         | Canada                                                                  | 120           |
| 8         | Belgio                                                                  | 125           |

### Individuale (donne seniores)
| Posizione | Atleta              | Nazionalità      | Tempo  |
| --------- | ------------------- | ---------------- | ------ |
| Oro       | Carmen Valero       | Spagna           | 16'20" |
| Argento   | Tat'jana Kazankina  | Unione Sovietica | 16'39" |
| Bronzo    | Gabriella Dorio     | Italia           | 16'56" |
| 4         | Ann Yeoman          | Inghilterra      | 16'57" |
| 5         | Renata Pentlinowska | Polonia          | 17'00" |
| 6         | Joëlle Debrouwer    | Francia          | 17'01" |
| 7         | Lynn Bjorklund      | Stati Uniti      | 17'02" |
| 8         | Giana Romanova      | Unione Sovietica | 17'03" |
| 9         | Mary Stewart        | Scozia           | 17'04" |
| 10        | Margherita Gargano  | Italia           | 17'05" |
| 11        | Tatyana Galstyan    | Unione Sovietica | 17'06" |
| 12        | Raisa Katyukova     | Unione Sovietica | 17'07" |

### Squadre (donne seniores)
| Posizione | Nazione e atleti                                                                    | Punti         |
| --------- | ----------------------------------------------------------------------------------- | ------------- |
| Oro       | Unione Sovietica Tat'jana Kazankina Giana Romanova Tatyana Galstyan Raisa Katyukova | 33 2 8 11 12  |
| Argento   | Italia Gabriella Dorio Margherita Gargano Silvana Cruciata Cristina Tomasini        | 59 3 10 15 31 |
| Bronzo    | Stati Uniti Lynn Bjorklund Doris Heritage Debbie Quatier Judy Graham                | 64 7 17 19 21 |
| 4         | Inghilterra                                                                         | 78            |
| 5         | Polonia                                                                             | 87            |
| 6         | Francia                                                                             | 107           |
| 7         | Belgio                                                                              | 120           |
| 8         | Irlanda                                                                             | 122           |

## Medagliere
Legenda
     Paese ospitante
| Posizione | Paese            | Oro | Argento | Bronzo | Totale |
| --------- | ---------------- | --- | ------- | ------ | ------ |
| 1         | Stati Uniti      | 2   | 1       | 1      | 4      |
| 2         | Inghilterra      | 1   | 1       | 2      | 4      |
| 3         | Spagna           | 1   | 1       | 0      | 2      |
| 3         | Unione Sovietica | 1   | 1       | 0      | 2      |
| 5         | Portogallo       | 1   | 0       | 0      | 1      |
| 6         | Italia           | 0   | 1       | 1      | 2      |
| 7         | Belgio           | 0   | 1       | 0      | 1      |
| 8         | Francia          | 0   | 0       | 1      | 1      |
| 8         | Scozia           | 0   | 0       | 1      | 1      |
| Totale    | Totale           | 6   | 6       | 6      | 18     |